# Ctenogobiops mitodes
Ctenogobiops mitodes är en fiskart som beskrevs av Randall, Shao och Chen 2007. Ctenogobiops mitodes ingår i släktet Ctenogobiops och familjen smörbultsfiskar. Inga underarter finns listade i Catalogue of Life.